# Parque paisajístico del valle del Barycz
El parque paisajístico del valle del río Barycz (Park Krajobrazowy Dolina Baryczy) es un área protegida del suroeste de Polonia. Fue establecido en 1996 y tiene una superficie de 870,4 km².
Administrativamente, el parque está compartido entre los voivodatos de Baja Silesia y Gran Polonia. En el primero comprende los territorios de los distritos de Milicz (municipios de Milicz, Cieszków y Krośnice), Oleśnica (Twardogóra) y Trzebnica (Trzebnica, Prusice y Żmigród). En el segundo comprende el distrito de Ostrów Wielkopolski (Odolanów, Przygodzice y Sośnie).
El parque incluye los estanques de Milicz (Stawy Milickie) una reserva natural que se halla protegida por el Convenio de Ramsar sobre humedales.
- Datos: Q4866018
- Multimedia: Barycz Valley Landscape Park / Q4866018